# Atlantska plovidba
Atlantska plovidba d.d. je hrvaška ladijska družba, ki je bila ustanovljena leta 1955 v Dubrovniku. Družba večinoma transportira razsute tovore, imajo pa tudi 4 ladje za težke tovore.
Ob začetku 2. svetovne je imel Dubrovnik floto trgovskih ladij s skupno kapaciteto okrog 200 000 GRT - kar je bila polovica Jugoslovanske trgovske flote. Vojno je preživelo samo 9 ladij s skupno kapaciteto okrog 42000 GRT. Teh 9 ladij so nacionalizirali in jih dali "Jugoliniji" iz Rijeke (Reke), tako je Dubrovnik ostal povsem brez trgovskih ladij. Meščani Dubrovnika so potem zahtevali, da se denacionalizira ladje. Država se je strinjala in tako je 27. maja 1955 nastala Atlantska plovidba. 
Atlantska plovidba ima v floti 21 ladij, od tega 14 ladij za razsuti tovor z nosilnostjo med 30000 - 75000 ton. Ladje za težke tovore imajo dvigala s kapaciteto 500 ton in operirajo po vsem svetu.